# 红糖仓鼠
红糖仓鼠（1987年10月22日—），中国配音演员，音熊联萌及V18组合成员之一。曾为 组合成员之一。曾为《史努比 The Peanuts Movie》《少年歌行：血染天启篇》《偶像宣言》《俑之城》等多部动画献声，也参与《龙之谷》《行星边际》《异种族风俗娘评鉴指南》可利姆維兒 《寶石寵物 Twinkle☆》黛安娜 《NANA》大崎娜娜